# Topònims de l'antic municipi d'Hortoneda de la Conca
Llistat de topònims de l'antic terme municipal d'Hortoneda de la Conca, actualment integrat en el de Conca de Dalt, del Pallars Jussà, presents a la Viquipèdia.

## Edificis

### Bordes

#### Herba-savina
| - Borda de Grapes | - Borda del Manel | - Borda del Sant | - Borda del Tarrufa |

#### El Mas de Vilanova, o Vilanoveta
- Borda de l'Esteve

#### Els Masos de la Coma
| - Borda d'Aubarell - Borda del Gorret | - Borda d'Isabel - Borda de Maladent | - Borda del Músic - Borda del Querolar | - Borda de Savoia - Borda de Senllí |

#### Perauba
- Borda del Músic

### Cabanes

#### Hortoneda
| - Cabana del Bellera | - Cabanot de Fenoi | - Cabana del Toni |  |

#### Pessonada
| - Cabana de Marta | - Cabana del Miqueló |  |  |

#### Senyús
| - Cabanot del Parracó | - Cabana del Parrot |  |  |

### Castells

#### Hortoneda
- Castell d'Hortoneda

#### Perauba
- Torre de Perauba

#### Senyús
- Torre de Senyús

### Corrals

#### Herba-savina
- Corral del Ton del Llarg

#### Perauba
- Corral del Mestre

#### Pessonada
- Corral del Torró

#### El Mas de Vilanova, o Vilanoveta
- Corral de l'Esteve

### Despoblats medievals

#### Perauba
- Perauba

#### Senyús
- Senyús

### Esglésies

#### Romàniques

##### Hortoneda
- Santa Maria d'Hortoneda

##### El Mas de Vilanova, o Vilanoveta
| - Sant Martí de Vilanoveta | - Sant Pere de Vilanoveta |  |  |

##### Pessonada
- Mare de Déu de la Plana

##### Segan
- Sant Cristòfol de Montpedrós

### D'altres èpoques

#### Herba-savina
- Sant Miquel d'Herba-savina

#### Pessonada
- Santa Maria de Pessonada

### Masies (pel que fa als edificis)

#### Herba-savina
- Cal Tardà

#### Hortoneda
| - La Molina | - Casa Senllí |  |  |

#### Llania
| - Llania de Dalt | - Casa Vella de Llania |  |  |

#### El Mas de Vilanova, o Vilanoveta
| - Casa Boer | - Casa Janotet | - Casa Toà |  |

#### Perauba
- Casa de les Feixes

### Molins

#### Herba-savina
- Lo Molinot

### Pallisses

#### Els Masos de la Coma
| - Pallissa Maladent | - Pallissa Senllí |  |  |

## Geografia

### Arbres singulars

#### Hortoneda
- Alzina de Cardet

### Boscos

#### Hortoneda
| - El Rebollar |

#### Llania
- Bosc de Llania

#### El Mas de Vilanova, o Vilanoveta
- Bosc de Pessonada

#### Pessonada
- Bosc de Pessonada

#### Senyús
| - La Rebolleda | - La Rebollera |  |  |

### Camps de conreu

#### Herba-savina
| - Les Clots - Tros de Llinars | - Tros de Narriu de Tarrufa - Els Horts de l'Orcau | - La Parada - Les Salades | - Tros del Tardà |

#### Hortoneda
| - Boscarró - La Colladeta - La Colomina | - L'Escaleta - La Font de l'Abat - Tros de la Font | - Planell dels Moltons - La Plana | - Els Serrats - Planell de Soriguera |

#### Llania
- Hort de la Planta

#### Perauba
| - Tros de la Borda | - Trossos de la Font de Perauba | - Boïgot del Mestre |  |

#### Pessonada
| - Les Arguiles - Les Cadolles - Colomina | - Els Noguers de Santa - Les Quadres | - Les Ribes Roies - Pla de la Torre | - Viars - La Vinya |

### Canals

#### Els Masos de la Coma
| - Canal de la Basseta - Canal del Clotet - Canal del Conc - Canal de la Creueta | - Canal de l'Esparra - Canal de la Llenasca - Canal del Músic | - Canal del Peter - Canal del Pou de Gel - Canal del Roure | - Canal de la Torreta - Canal dels Traginers - La Canalada |

#### Perauba
| - Canal d'Alzina | - Canal de l'Hortó |  |  |

#### Senyús
- Canal de la Rama

### Cavitats subterrànies

#### Herba-savina
| - Espluga del Boter - Espluga del Canalot - Espluga de les Egües | - Espluga del Josep - Espluga del Madaleno | - Forat Negre (Herba-savina) - Espluga de l'Ordial | - Forat Roi - La Tuta |

#### Hortoneda
| - Espluga de Roca de Cavalls | - Esplugueta de Roca de Cavalls | - Espluga de la Pentinella |  |

#### Els Masos de la Coma
- Cova dels Llops

#### Perauba
| - Espluga del Corral del Peló | - Espluga de l'Oli d'Ermini |  |  |

### Cingleres

#### Hortoneda
| - Roca de l'Abeller de Carrutxo - Roc des Cases | - Roques d'Eroles - Roc de la Pentinella | - Roca Roia - Roc Roi | - Feixanc de Tomàs |

#### Els Masos de la Coma
| - Escards de la Font del Comí | - Feixancs de la Torreta |  |  |

#### Perauba
| - Rocs del Comeller - Feixanc del Gavatx | - Feixans de Penalta | - Roc de Penalta | - Feixa de Viu |

#### Senyús
| - Roc dels Seguers | - Rocs de la Torre | - Rocs de la Torre de Senyús | - Feixanc de les Vaques |

### Clots

#### Herba-savina
| - Clot dels Avellaners - Clot de Carabasser | - Clot de la Dona Morta | - Clot de Planers | - Clot del Todó |

#### El Mas de Vilanova, o Vilanoveta
- Clotada del Portell

#### Els Masos de la Coma
| - Clot de la Basseta | - Clot dels Canemassos | - Clot de la Ginebrosa | - Clot del Miqueló |

#### Perauba
| - Clot del Corral del Mestre | - Clot dels Trossos dels Arrendadors |  |  |

#### Pessonada
- Clot de Rocalta

#### Segan
| - Clot del Tura | - Els Clots |  |  |

#### Senyús
- Clot del Baster

### Collades

#### Herba-savina
| - Pas del Banyader - Collades de Dalt | - Portell de Davall - Collada de Gassó | - Lo Grau | - Pas del Llop |

#### Hortoneda
| - La Collada - La Colladeta - Coll de la Creu | - Pas de l'Escaleta - Coll d'Estessa | - Lo Grau - Coll de Neda | - Collada de Pueres - Pas de Recallers |

#### Els Masos de la Coma
| - Coll de Cap de Dalt | - Coll de la Creueta de Boumort |  |  |

#### Perauba
| - Coll de Colls | - Collada del Corral del Mestre | - Coll de la Creu | - Coll de Planell Ras |

#### Pessonada
| - Coll d'Estessa | - La Portella |  |  |

#### Senyús
| - Pas del Caragol | - Coll de Passavent | - Coll de Pedraficada |  |

### Comes

#### Herba-savina
- Coma de Planers

#### Hortoneda
| - Coma de l'Olla | - Coma dels Porcs |  |  |

#### Els Masos de la Coma
| - Coma de les Ordigues | - Coma d'Orient |  |  |

#### Perauba
- Coma de Perauba

## = Corrents d'aigua

#### Herba-savina
| - Barranc de Baixera - Barranc de la Malallau - Llau dels Bancals - Llau del Canalot | - Llau de les Collades de Dalt - Llau d'Estobencs - Llau de Forat Roi - Llau de Joncarlat | - Llau del Joquer - Llau de la Pleta de les Barres - Llau de Pleta Torrent | - Llau del Pletiu Vell - Llau de Prat la Vall - Riu de Carreu |

#### Hortoneda
| - Barranc de Coll d'Estessa - Barranc de la Coma de l'Olla - Barranc dels Corrals - Barranc de la Creu - Barranc de les Llaus - Barranc de la Masia - Barranc del Rebollar | - Barranc de Santa - Llau de Cantellet - Llau de Catxí - Llau de les Clots - Llau de la Coma de l'Olla - Llau de la Culla de Xoca - Llau de la Font de Montsor | - Llau de la Gargalla - Llau de la Gavarnera - Llau del Goteller - Llau dels Malalts - Llau del Pas del Pi - Llau dels Pastors | - Llau del Racó de Catxí - Llau del Racó del Pou - Llau del Rebollar - Llau de la Solana de la Coma de l'Olla - Llau dels Tolls - Llau dels Tolls de la Gavarnera |

#### Hortoneda i Llania
| - Barranc de Llabro | - Barranc de la Molina |  |  |

#### Hortoneda i Perauba
- Llau dels Carants

#### Hortoneda, Perauba i Senyús
- Torrent o llau de Perauba

#### Llania
- Llau de l'Obaga de Teresa

#### El Mas de Vilanova, o Vilanoveta
| - Llau de Bull-i-bull - Llau del Civadal - Llau de les Collades, al Mas de Vilanova | - Llau de les Collades, a Orcau - Llau de les Comelletes - Llau Falsa | - Llau Gran - Llau des Greixes | - Llau dels Horts - Riu de Carreu |

#### El Mas de Vilanova i Pessonada
| - Llau de Cotura | - Torrent Salat |  |  |

#### Els Masos de la Coma
| - Barranc de la Coma d'Orient | - Llau de la Ginebrosa |  |  |

#### Perauba
| - Llau de Brunet - Llau de l'Era del Tardà | - Llau de la Font Freda - Llau de l'Obaga de Sacoberta | - Llau de Sant Andreu - Llau de Sant Pere | - Llau de la Solana de Palles |

#### Perauba i Senyús
- Barranc del Vinyal

#### Pessonada
| - Barranc de les Cadolles - Barranc de les Lleres | - Llau de les Arguiles | - Llau de la Marrada | - Llau de Sellent |

#### Segan
| - Llau de la Castellana - Llau del Graller | - Llau del Grau - Llau de Lleixier | - Llau de la Mitgenca | - Llau de Segan |

#### Senyús
| - Barranc de la Canal de la Rama - Barranquet Negre | - Barranc de la Torre de Senyús | - Llau del Parracó | - Llau de Pedra Ficada |

### Costes

#### Hortoneda
| - Costes de Cantellet | - Costa d'Escoll-de-veu | - Costes de la Font de l'Aumetlla | - Costes del Serrat de Fosols |

#### Segan
| - Les Costes | - Les Costes des Garrigues |  |  |

### Diversos

#### Herba-savina
| - Forat des Arts - Carabasser - La Cogulla - Lo Comellar - Els Cóms | - Enquitllar - Estobencs - Galliner - Les Gargalles Altes - La Gargallosa | - Les Grases - Joncarlat - Les Llaus - Matella del Serrat Blanc - Les Passades | - Pinata Fosca - Resteria - La Vinya de la Sala - Les Vinyes |

#### Hortoneda
| - Les Barrancs - Los Canemassos - Los Carants | - Era de la Gavarnera - Eroles - Les Escomelles | - El Fener - Lo Pi Sec | - Racó del Pou - Revolt de la Llau de Segan |

#### El Mas de Vilanova, o Vilanoveta
| - Les Arts - Forat des Arts | - Casalots - Les Escabroses | - Lo Riu de Vilanoveta | - Lo Romeral |

#### Els Masos de la Coma
| - La Basseta - Boïgot del Músic - Los Canemassos | - La Creueta - Les Emprius - Era de Tardà | - La Ginebrosa - Les Maleses - Lo Peu de l'Obaga | - Lo Pi Sec - La Torreta |

#### Perauba
| - Les Baürtes - Lo Caragol | - Era de Tardà | - Era de Penalta | - Culla de l'Óssa |

#### Pessonada
| - Desarrocat és un paratge vora el poble de Pessonada. Està situat al sud-est de Pessonada, als peus de la Serra de Pessonada, al nord-est de lo Pou. | - Els Escaligons |  |  |

#### Segan
| - Bony del Cumó | - Los Cóms | - Era del Comú |  |

#### Senyús
| - Els Casalots - Ereta de Baix - Ereta de Damunt | - L'Esgleieta - Forat Negre - Forcat de les Llaus | - Les Maleses - Lo Parracó - Lo Pi Sec | - Canal de la Rama - Cultius de la Torre |

### Entitats de població

#### Herba-savina
- Herba-savina

#### Hortoneda
| - Hortoneda | - Segalars |  |  |

#### Llania
- Llania

#### El Mas de Vilanova, o Vilanoveta
- El Mas de Vilanova

#### Els Masos de la Coma
- Els Masos de la Coma

#### Perauba
- Perauba

#### Segan
- Segan

#### Senyús
- Senyús

### Feixancs

#### Herba-savina
| - La Feixa | - Feixans de Carabasset |  |  |

#### Hortoneda
- Feixanc de Tomàs

#### Els Masos de la Coma
- Feixancs de la Torreta

#### Perauba
| - Feixanc del Gavatx | - Feixans de Penalta |  |  |

#### Pessonada
- Feixancs de la Tremor

#### Segan
- Feixanc de Montpedrós

#### Senyús
- Feixanc de les Vaques

#### Herba-savina
| - Font des Collades - Font de les Fonts - Font Freda | - Font de les Llagunes - Tolls del Marrueco - Font de les Passades | - Font del Poble - Font de Resteria | - Font del Toll - Font de les Trilles |

#### Hortoneda
| - Font de l'Abat - Font de l'Aumetlla | - Font de l'Horta - Font dels Malalts | - La Pica | - El Toll |

#### El Mas de Vilanova, o Vilanoveta
| - Font del Bullidor | - Font des Greixes | - Font de Llau Falsa |  |

#### Els Masos de la Coma
| - Font del Comí - Font del Conc | - Font de la Ginebrosa - Font de la Soca | - Font de la Torreta | - Lo Pou de Gel |

#### Perauba
| - Font de l'Aviador - Font Freda | - Font Mentidora - Font de Montsor | - Font de Perauba - Fonteta de Perauba | - Font de la Torre |

#### Pessonada
| - Font de les Arguiles | - Font del Goteller | - Font de la Marrada |  |

#### Segan
| - Font del Cumó | - Font de Jaume de la Sana | - Font de Sant Cristòfol |  |

#### Senyús
- Font del Vinyal

### Masies (pel que fa al territori)

#### Herba-savina
- Cal Tardà

#### Hortoneda
| - La Molina | - Casa Senllí |  |  |

#### Llania
| - Llania de Dalt | - Casa Vella de Llania |  |  |

#### El Mas de Vilanova, o Vilanoveta
| - Casa Boer | - Casa Janotet | - Casa Toà |  |

#### Perauba
- Casa de les Feixes

### Muntanyes

#### Herba-savina
| - Gallinova - Montagut | - Roca Redona | - Tossal del Senyal | - El Tossalet | - La Cogulla |

#### Hortoneda
| - Serrat de Fosols - Cap de Roc de Sant Martí | - Roc de Santa - Roc de Tomàs | - El Tossalet | - Lo Tossalet |

#### Llania
- Cap del Bosc de Llania

#### El Mas de Vilanova, o Vilanoveta
| - Tossal Gros |

#### Els Masos de la Coma
| - Cap de Boumort - Tossal de Caners | - Tossal Negre - Roc dels Quatre Alcaldes | - Cap del Solà de la Coma d'Orient | - La Torreta |

#### Pessonada
| - Tossal de Montserè - Pico Fred | - Rocalta | - Tossal de Sant Martí | - Tossal de Sant Pere |

#### Segan
| - Bony dels Clots | - Montpedrós | - Cap de Roc del Graller |  |

### Obagues

#### Hortoneda
| - Obaga de la Canya - Obaga de la Cogulla - Obaga de la Coma de l'Olla | - Obaga de la Gavarnera - Obaga de la Mitgenca | - Obaga de Montgai - Obaga del Pas del Pi | - Obaga del Safrà - Obagues de Senllí |

#### El Mas de Vilanova, o Vilanoveta
| - Obagueta de les Comelletes | - L'Obagueta | - Obaga de Vilanoveta |  |

#### Els Masos de la Coma
| - Obaga de la Coma | - Obaga de la Font del Comí | - Les Obaguetes | - Obaga de la Torreta |

#### Perauba
| - Obaga de Brunet | - Les Obaguetes | - Obaga del Portal | - Obaga de Sacoberta |

#### Pessonada
| - Obaga del Pico Fred | - Obaga de Rocalta | - Obaga dels Tolls |  |

#### Segan
| - Obaga de Montpedrós | - Obaga del Serrat de Segan |  |  |

#### Senyús
| - Obaga Negra | - Obaga de Pedra Ficada | - Obaga de la Torre de Senyús | - Obaga del Vinyal |

### Pales

#### Herba-savina
| - Pala de la Berruga - Pala de Font Freda | - Pala del Moro | - Pala de Pedro | - Pala de la Tellera |

#### Herba-savina i el Mas de Vilanova, o Vilanoveta
- Pala des Arts

### Parcs naturals

#### Herba-savina, els Masos de la Coma, Perauba i Senyús
- Reserva Nacional de Caça de Boumort

### Partides rurals

#### Herba-savina
| - Serra de Boumort - Les Collades de Dalt | - Serrat de les Comelletes - Obaga de Gallinova | - Obaga d'Herba-savina - Prat la Vall | - La Teulera |

#### Hortoneda
| - L'Abeurada - Els Bancalons - Boïgues de Mitges - Canarill d'Hortoneda - La Collada - Les Colomines - Coma d'Orient | - La Cova - Enquinano - Trossos d'Escoll-de-veu - La Font de l'Era - La Font de l'Escolà - Horts de la Font del Cabrer - Trossos de la Font dels Malalts | - Solà d'Hortoneda - Horta d'Hortoneda - La Masia - Lo Montiell - Planell de Motes - Llau dels Pastors | - Tros Pla - Prat del Bedoll - Les Ribes - Els Ribots - Solà de Santa - Senllí |

#### El Mas de Vilanova, o Vilanoveta
| - Bordes - Serra de Boumort - Campana Partida | - Campassos - Lo Civadal - Serrat de les Comelletes | - Les Greixes - Les Collades de Baix - Horts de Llau Falsa | - Obés - Peira - Seix |

#### Els Masos de la Coma
| - Serra de Boumort - La Canalada | - Coma d'Orient - Borda del Gorret | - Trossos de l'Obaga | - Sant Andreu |

#### Pessonada
| - L'Abeurada - La Feixa - Hortells | - Llagunes - Obés | - La Plana - Lo Pou | - El Pui Fals - La Tremor |

### Planes

#### Herba-savina
| - Pla dels Cirerers | - Planell del Grau | - Pla del Tro |  |

#### Hortoneda
| - Planell de Motes | - Planell dels Moltons | - La Plana | - Planell de Soriguera |

#### El Mas de Vilanova, o Vilanoveta
- Planell de les Bruixes

#### Perauba
- Planell d'Ísop

#### Pessonada
| - Pla de la Torre | - La Plana |  |  |

### Pletes

#### Herba-savina
| - Pleta de les Barres | - Pletiu dels Roquissos |  |  |

#### Els Masos de la Coma
| - Pletiu de Cap de la Canal - Pletius de la Creueta | - Pletiu Gras | - Pletiu del Querolar | - Pletiu de Rocavolter |

#### Perauba
| - Pletiu Sobirà | - Pletiu dels Racons | - Pletiu de la Solana de Palles |  |

#### Senyús
- Pletiu del Duc

### Prats

#### Hortoneda
- Prat del Bedoll

#### Els Masos de la Coma
| - Prat Montaner | - Prat d'Orient |  |  |

### Roques

#### Herba-savina
- Roca Roja

#### Herba-savina i Pessonada
- Roc de la Feixa

#### Hortoneda
| - Roca de l'Abeller de Carrutxo - Roc des Cases - Els Colladons | - Roc de les Creus - Roques d'Eroles - Roc de la Pentinella | - Roc Roi - Roca Roia | - Roc de Tomàs - Roc de Torrent Pregon |

#### Hortoneda i Senyús
- Roca de Seguers

#### Els Masos de la Coma
| - Roc de la Cova dels Llops | - Roc del Miqueló | - Roques de Sant Andreu |  |

#### Perauba
| - Rocs de Brunet - Roques de Brunet | - Rocs del Comeller - Roc del Corral del Peló | - Roc de Penalta | - Roques de Sant Andreu |

#### Perauba i Segan
| - Roc de Caminal | - Roc de Sant Cristòfol |  |  |

#### Pessonada
- Roquissot

#### Segan
- Roc de Montpedrós

#### Senyús
| - Rocs de la Torre | - Rocs de la Torre de Senyús |  |  |

### Serres

#### Herba-savina
| - Serra de Carreu - Serra de Planell Ras - Serrat des Bigues | - Serrat Blanc - Serrat del Joquer - Serrat de la Malallau | - Serrat de l'Oriol - Serrat de Planers - Serrat del Pou | - Serrat de Resteria - Serrat de les Serretes - Serrat del Vedat |

#### Herba-savina i el Mas de Vilanova
| - Costa Gran | - Serra de Montagut | - Serrat de les Comelletes | - Serrat del Qüell |

#### Herba-savina, els Masos de la Coma, Perauba i Segan
- Serra de Boumort

#### Herba-savina, Perauba i Segan
- Serra de la Travessa

#### Herba-savina i Segan
| - Serrat de l'Agranador | - Serrat de les Boixegueres |  |  |

#### Hortoneda
| - Roques d'Eroles - Serra del Banyader | - Serra de Cantellet - Serra de Coll de Neda | - Serrat de la Feixa - Serrat Gros | - Serrat de Ramanitxo - Serrat de Segalars |

#### Llania
- Los Serrats

#### El Mas de Vilanova, o Vilanoveta
| - Serrat Gros | - Serrat de la Guàrdia |  |  |

#### Els Masos de la Coma
| - Serrat de la Capella | - Serrat de la Torreta |  |  |

#### Els Masos de la Coma i Perauba
- Serra de Palles

#### Els Masos de la Coma i Senyús
| - Serra de Cuberes | - Serrat de la Pera |  |  |

#### Perauba
| - Serra del Pi | - Serrat de Penalta | - Serrat dels Trossos dels Arrendadors |  |

#### Segan
| - Serrat dels Boix de la Serra | - Serrat de Segan |  |  |

### Solanes

#### Herba-savina
| - Les Solanes | - Solanes del Pla del Tro |  |  |

#### Hortoneda
| - Solana de la Coma de l'Olla - Solana de la Culla de Xoca - Solana d'Esgrasses | - Solana de la Gavarnera - Solà d'Hortoneda | - Solana del Pas del Pi - Solà de Santa | - Lo Solanell - Les Solanes |

#### El Mas de Vilanova, o Vilanoveta
- Lo Solà

#### Els Masos de la Coma
| - Solà de la Coma d'Orient | - Solana de la Font del Comí |  |  |

#### Perauba
| - Solana del Comelleró | - Solana de les Feixes | - Solana de la Gargalla | - Solana de Palles |

#### Pessonada
| - Serrat Gros | - Serra de Pessonada | - Serra del Pico Fred | - Serra de Sant Esteve |

#### Segan
| - Solana de la Font de Montsor - Solana del Graller | - Solana de Montpedrós | - Solana del Roc Redó | - Solana de Segan |

#### Senyús
| - Solana de Pedraficada | - Solana de la Torre de Senyús |  |  |

## = Vies de comunicació

#### Herba-savina
| - Camí Vell d'Herba-savina a la Molina | - Pista del Grau | - Pista del Portell |  |

#### Herba-savina i Pessonada
| - Camí de Carreu | - Camí d'Herba-savina | - Camí vell de Pessonada a Herba-savina | - Pista del Roc de Torrent Pregon |

#### Hortoneda
| - Camí del Bosc de Llania - Camí de l'Era Vella - Camí de la Font del Cabrer | - Camí de l'Horta - Camí del Solà - Camí vell d'Hortoneda a l'Espluga de Cuberes | - Carretera d'Hortoneda - Pista dels Montiells | - Pista del Petrol - Pista del Roc de Torrent Pregon |

#### Hortoneda, els Masos de la Coma i Perauba
- Pista d'Hortoneda

#### Hortoneda i Pessonada
- Camí vell de Pessonada a Hortoneda

#### Hortoneda i Segan
- Camí de les Bordes de Segan

#### El Mas de Vilanova, o Vilanoveta
- Pista de Sant Corneli

#### El Mas de Vilanova i Pessonada
| - Camí de les Collades | - Camí de Vilanoveta |  |  |

#### Els Masos de la Coma
| - Camí de la Basseta - Camins de Boumort - Camí dels Canemassos | - Camí de Cuberes a la Coma d'Orient - Camí de les Escales a la Basseta - Camí de la Solana de Palles | - Camí de Taús - Pista de Boumort | - Pista dels Masos de la Coma - Pista de Prat Montaner |

#### Els Masos de la Coma i Senyús
| - Camí de Cuberes a la Coma d'Orient | - Camí del Pi Sec |  |  |

#### Pessonada
| - Camí del Camp - Camí de la Capella | - Camí de Llagunes - Camí de Toís i Travet | - Camí vell de Pessonada - Carretera de Pessonada, des d'Aramunt | - Carretera de Pessonada, des de Sant Martí de Canals |